# Lexus SC
Lexus SC – sportowy i luksusowy samochód osobowy marki Lexus produkowany przez koncern Toyota Motor Corporation z przeznaczeniem na rynek północnoamerykański w latach 1991–2010.

## Pierwsza generacja
Lexus SC I produkowany był w latach 1991 – 2000. Na japońskim rynku auto było znane jako Toyota Soarer. Samochód był konstrukcyjnie powiązany z wprowadzoną na rynek rok później Toyotą Suprą 4. generacji. 

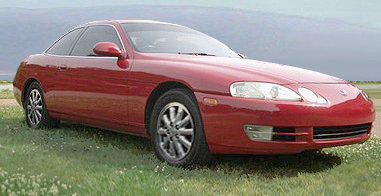
Lexus SC I przed lekkim liftingiem

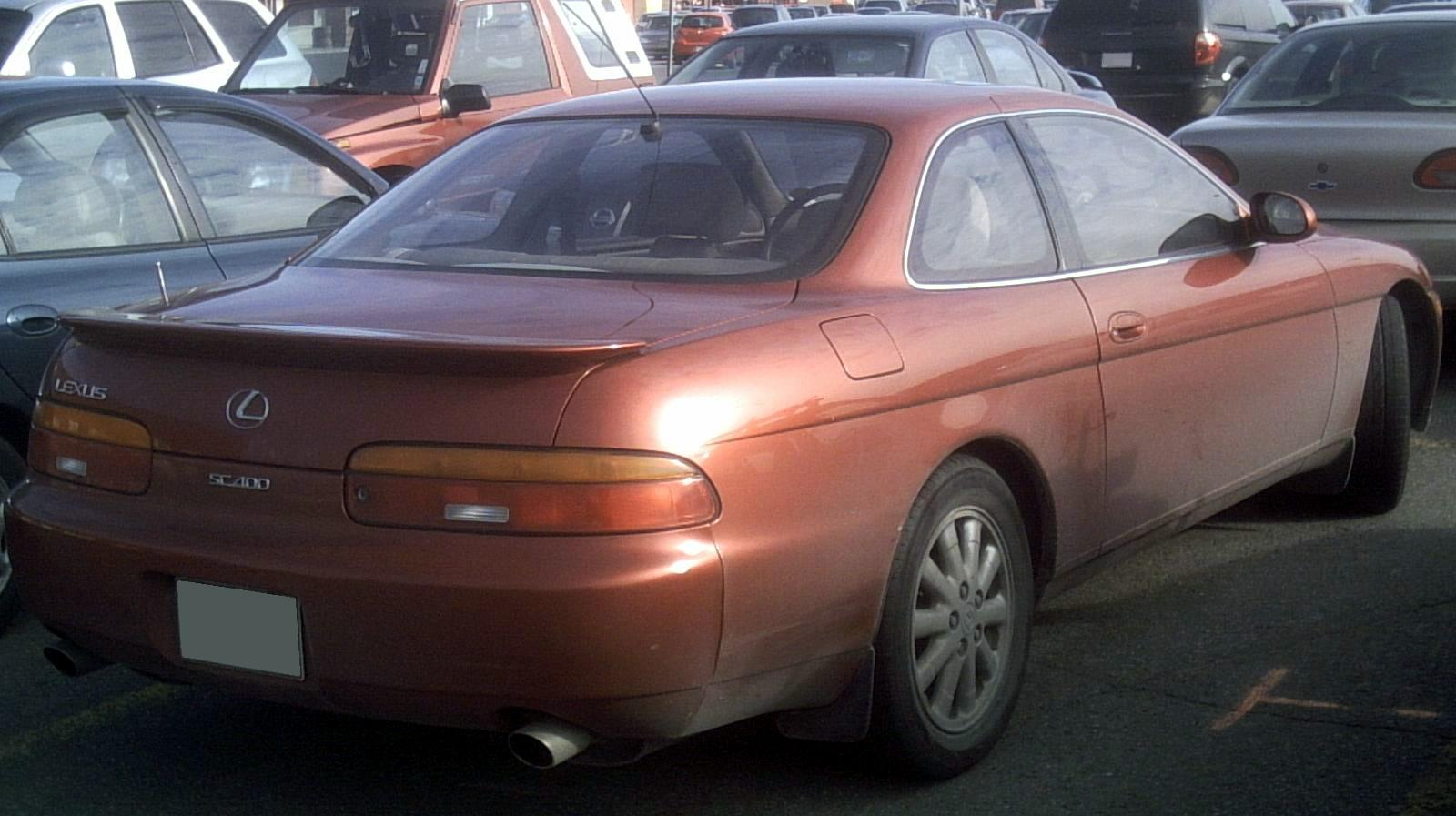
Tył Lexusa SC

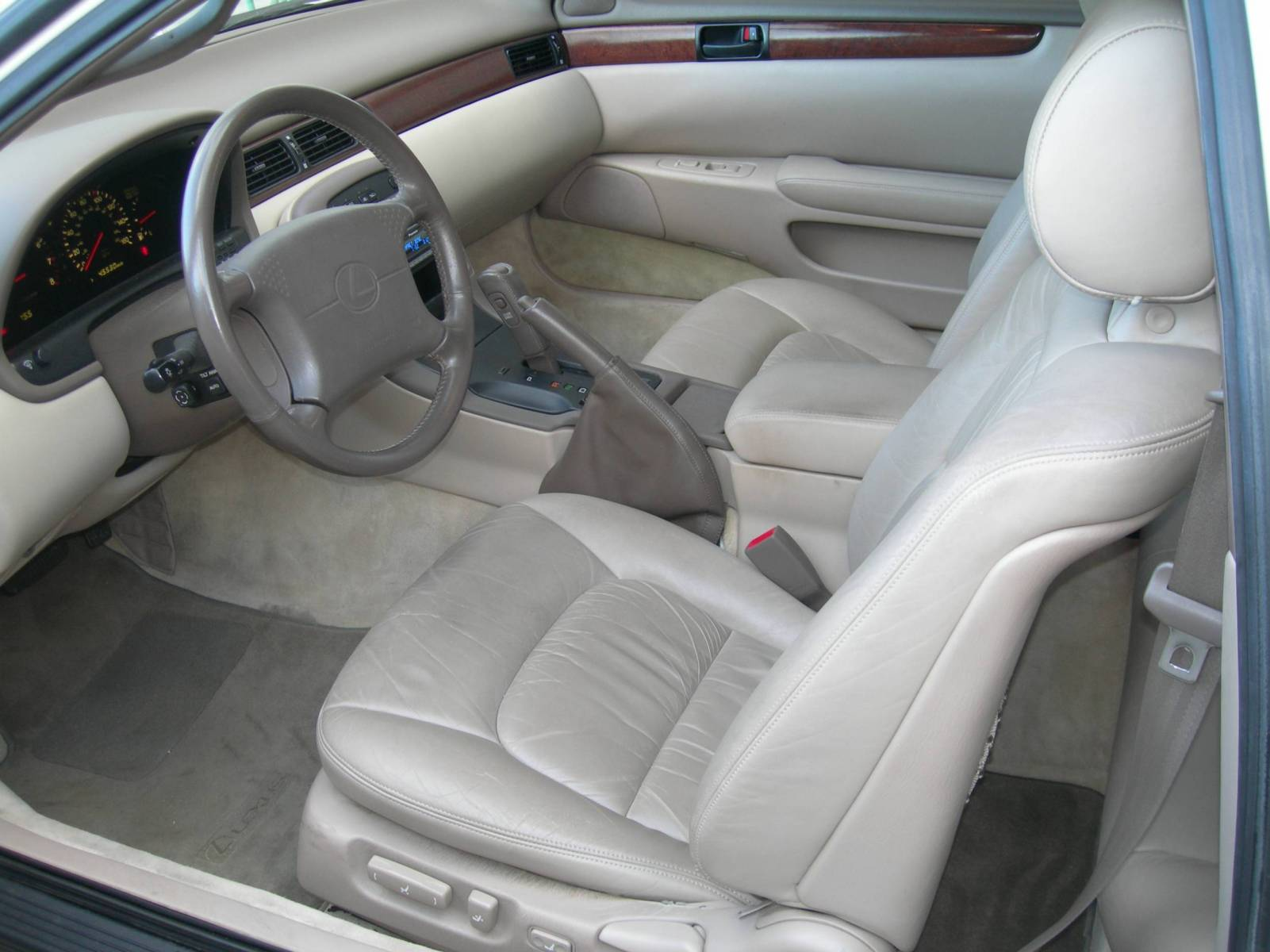
Wnętrze

### Dane techniczne (SC300)

#### Silnik
- R6 3,0 l (2997 cm³), 4 zawory na cylinder, DOHC
- Układ zasilania: wtrysk
- Średnica cylindra × skok tłoka: 86,00 mm × 86,00 mm
- Stopień sprężania: 10,2:1
- Moc maksymalna: 228 KM (168 kW) przy 6000 obr./min
- Maksymalny moment obrotowy: 285 N•m przy 4800 obr./min

#### Osiągi
- Przyspieszenie 0-100 km/h: 7,4 s
- Czas przejazdu pierwszych 400 m: 15,7 s
- Prędkość maksymalna: 235 km/h

### Dane techniczne (SC400)

#### Silnik
- V8 4,0 l (3969 cm³), 4 zawory na cylinder, DOHC
- Układ zasilania: wtrysk
- Średnica cylindra × skok tłoka: 87,50 mm × 82,50 mm
- Stopień sprężania: 10,0:1
- Moc maksymalna: 253 KM (184 kW) przy 6500 obr./min
- Maksymalny moment obrotowy: 353 N•m przy 4400 obr./min
- Od roku 1998 wprowadzono zmodernizowany silnik 1UZ-FE VVT-I
- ze zmiennymi fazami rozrządu o mocy 300 KM i momencie obrotowym 400 Nm.

#### Osiągi
- Przyspieszenie 0-100 km/h: 6,0 s
- Czas przejazdu pierwszych 400 m: 15,2 s
- Prędkość maksymalna: 241 km/h

## Druga generacja
Lexus SC II produkowany w latach 2001 - 2010 był pierwszym samochodem marki Lexus produkowanym z nadwoziem typu coupe-cabrio.

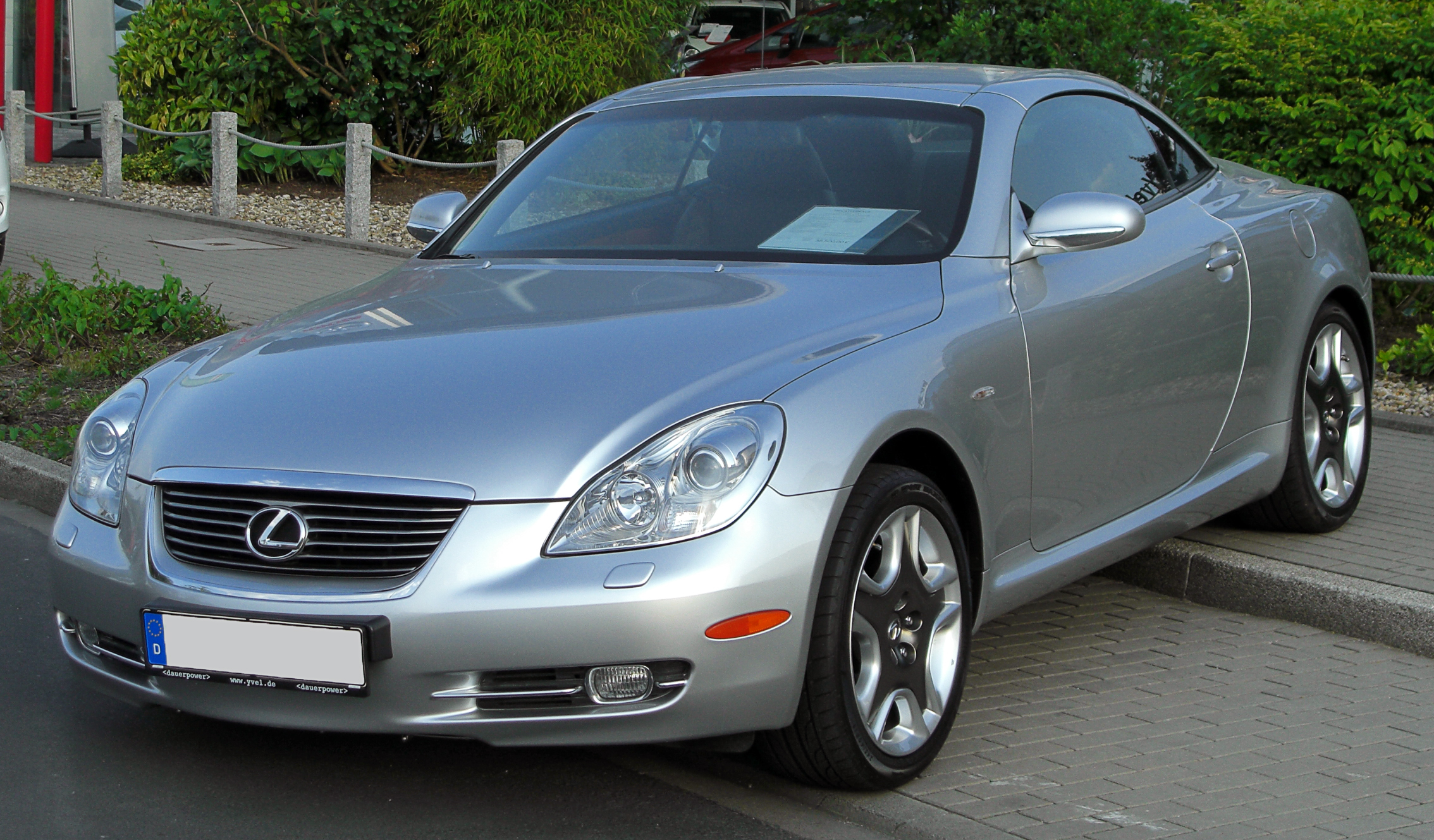
Lexus SC II po liftingu

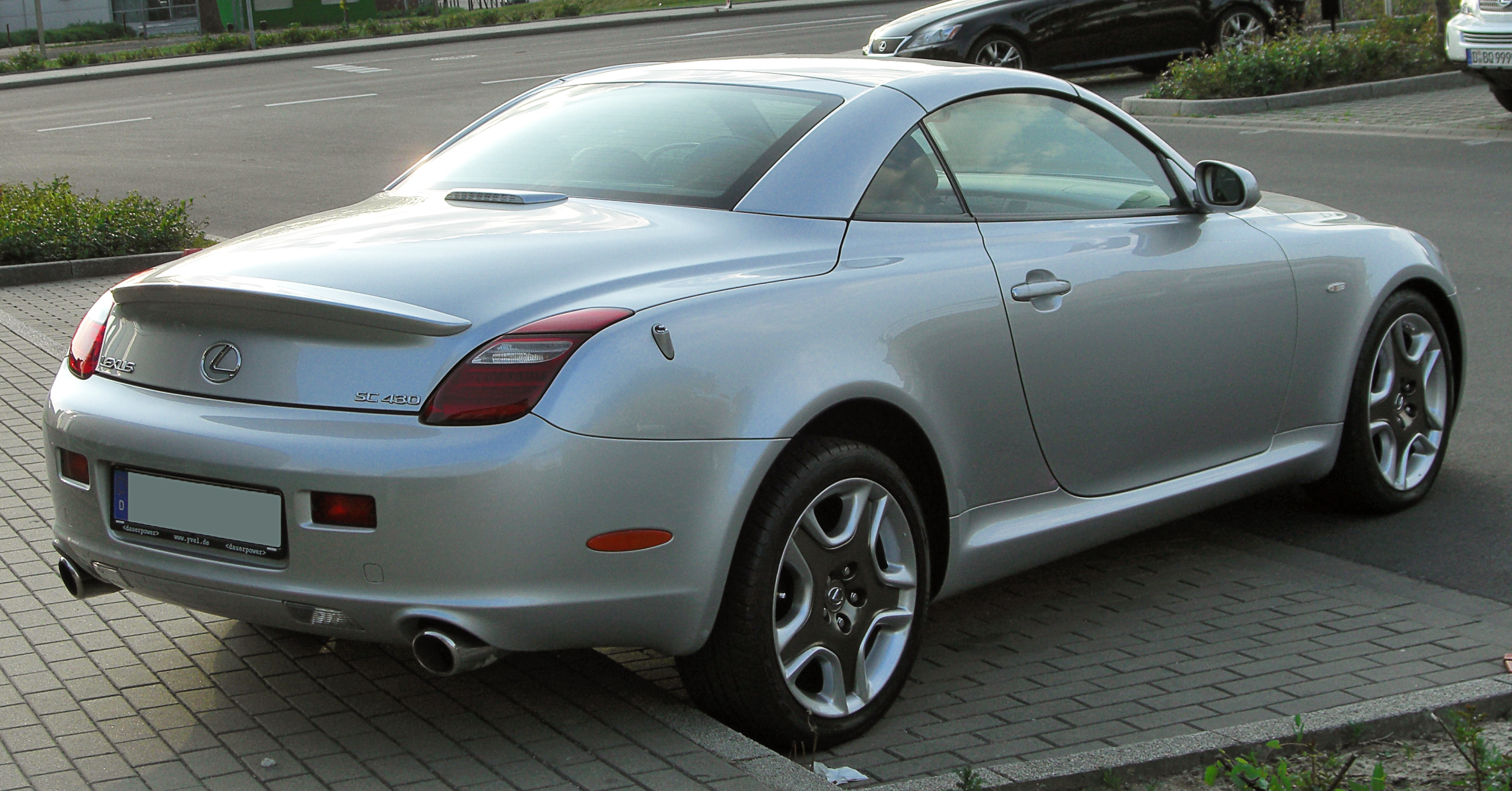
Tył SC II

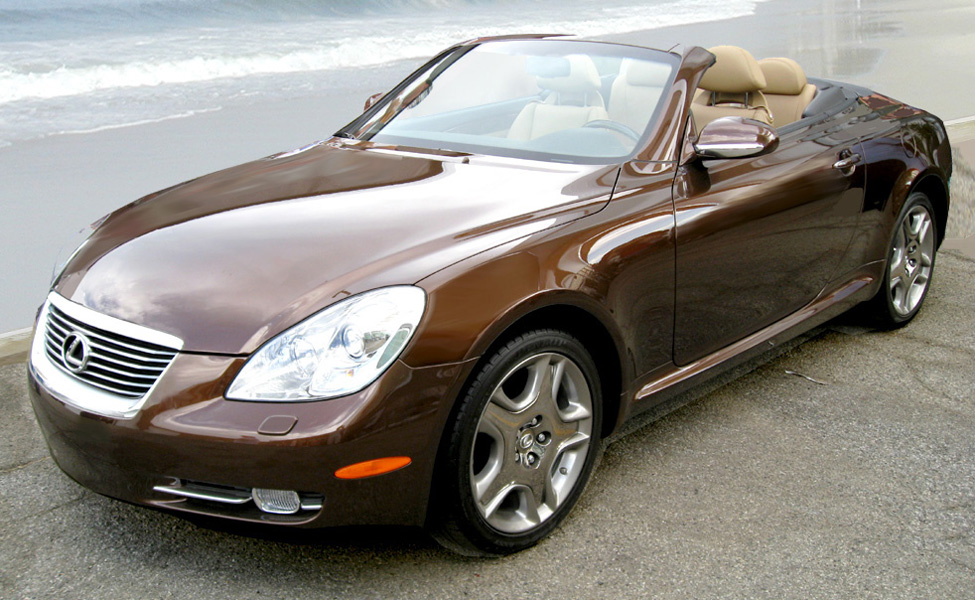
Lexus SC ze złożonym dachem

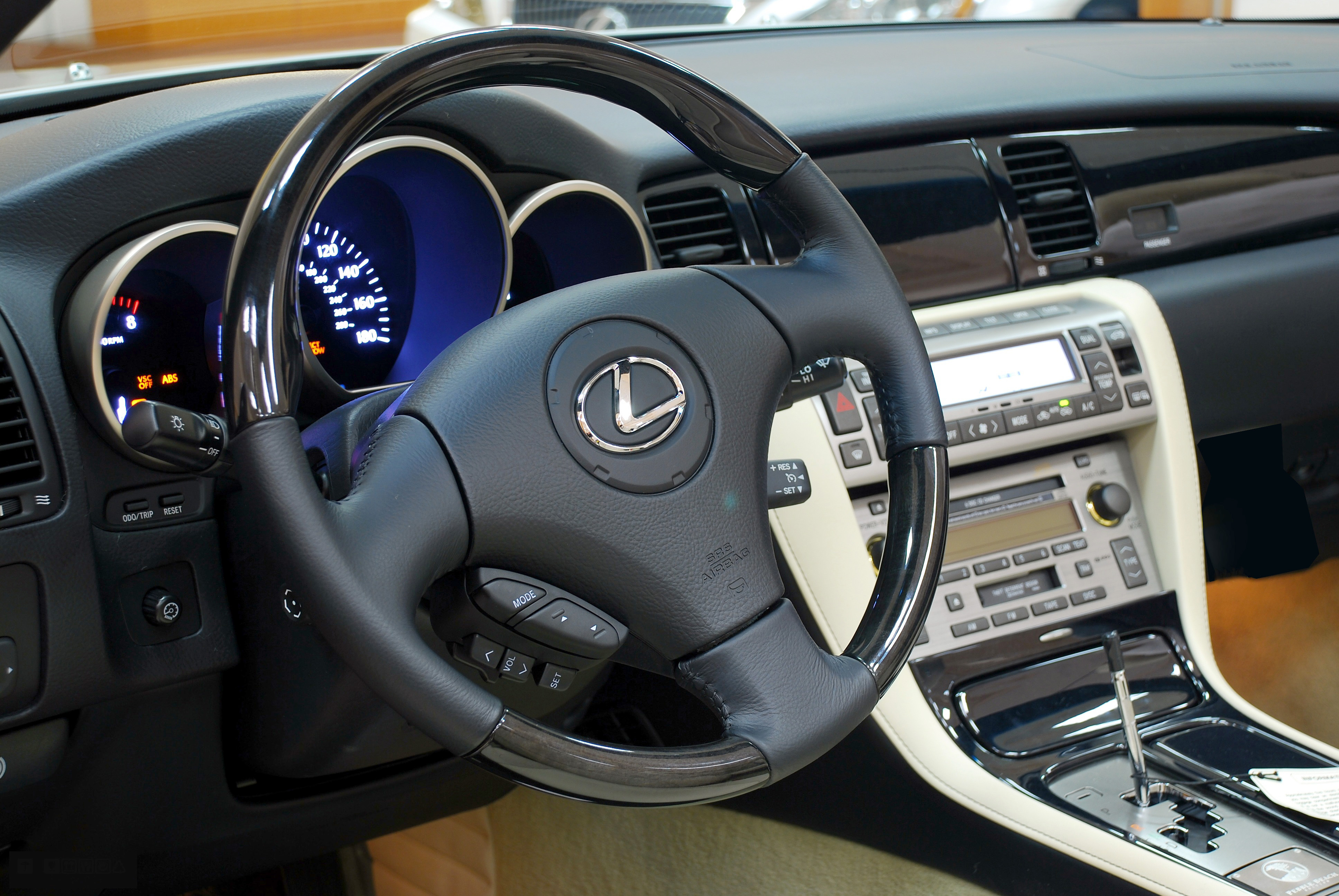
Wnętrze

Prototyp pojazdu został zaprezentowany podczas targów motoryzacyjnych w Tokio w 1999 roku, a wersja seryjna w Paryżu w 2000 roku. W 2005 roku auto przeszło facelifting. 
Szeroka, niska sylwetka SC to efekt pracy projektantów kierowanych przez inżyniera Yasushi Nakagawe. Zgodnie z jego zaleceniami designerzy odbyli podróż na Lazurowe Wybrzeże, gdzie zainspirowani regionalną architekturą, stylem życia i dynamiką portów, stworzyli projekt kabrioletu, którego zarys przypominał jacht. Ponadto charakterystyczny profil boczny samochodu to rezultat szeregu testów w tunelu aerodynamicznym, których głównym celem było zapewnienie komfortu pasażerom podczas jazdy z dużą prędkością z otwartym dachem.
Składanie dachu odbywa się za pomocą jednego przycisku i trwa 25 sekund.
Pojazd wyposażono m.in. w 4 poduszki powietrzne, ABS, EBD, BAS, system kontroli trakcji, system kontroli stabilności pojazdu.

### Dane techniczne (SC430)

#### Silnik
- V8 4,3 l (4293 cm³), 4 zawory na cylinder, DOHC
- Układ zasilania: wtrysk EFi
- Średnica cylindra × skok tłoka: 91,00 mm × 82,50 mm
- Stopień sprężania: 10,5:1
- Moc maksymalna: 304 KM (224 kW) przy 5600 obr./min
- Maksymalny moment obrotowy: 440 N•m przy 3400 obr./min

#### Osiągi
- Przyspieszenie 0-100 km/h: 6,9 s
- Przyspieszenie 0-160 km/h: 17,1 s
- Czas przejazdu pierwszych 400 m: 15,4 s
- Czas przejazdu pierwszego kilometra: 27,5 s
- Prędkość maksymalna: 250 km/h